# Andrew Birkin
Andrew Timothy Birkin (Londen, 9 december 1945) is een Brits scenarioschrijver en filmregisseur.

## Levensloop
Birkin is de zoon van actrice en zangeres Judy Campbell (1916-2004) en David Birkin (1913-1991). Hij is de broer van actrice en zangeres Jane Birkin (1946-2023) en de vader van de dichter en muzikant Anno Birkin (1980-2001).
Birkin was assistent van Stanley Kubrick met de film 2001: A Space Odyssey uit 1968 en schreef verschillende scenario's voor films als The Pied Piper van Jacques Demy uit 1972 en King David van Bruce Beresford uit 1985. Hij werkte mee aan de bewerking van Umberto Eco's roman The Name of the Rose, geregisseerd door Jean-Jacques Annaud uit 1986.
In 2006 werkte hij mee aan het scenario voor de film Perfume: The Story of a Murderer van Tom Tykwer, gebaseerd op de roman van Patrick Süskind. Hij regisseerde onder meer Burning Secret uit 1988 en The Cement Garden uit 1993 met in de hoofdrol, zijn nichtje Charlotte Gainsbourg.

## Filmografie

### Films
| Jaar | Titel                                                                                            | Regisseur | Scenarist |
| ---- | ------------------------------------------------------------------------------------------------ | --------- | --------- |
| 1972 | The Pied Piper                                                                                   |           |           |
| 1975 | Slade in Flame                                                                                   |           |           |
| 1976 | Peter Pan                                                                                        |           |           |
| 1978 | The Thief of Baghdad                                                                             |           |           |
| 1981 | Omen III: The Final Conflict                                                                     |           |           |
| 1981 | Sredni Vashtar (Korte film)                                                                      |           |           |
| 1985 | King David                                                                                       |           |           |
| 1986 | The Name of the Rose                                                                             |           |           |
| 1988 | Burning Secret                                                                                   |           |           |
| 1992 | Salt on Our Skin                                                                                 |           |           |
| 1993 | The Cement Garden                                                                                |           |           |
| 1999 | The Messenger: The Story of Joan of Arc                                                          |           |           |
| 2006 | Perfume: The Story of a Murderer                                                                 |           |           |
| 2010 | Peter Pan, ou le petit garçon qui haïssait les mères                                             |           |           |
| 2018 | Jim Knopf und Lukas der Lokomotivführer (Nederlandse titel: Jim Button en de stad van de draken) |           |           |

### Televisieseries
| Jaar | Titel                          | Regisseur | Scenarist |
| ---- | ------------------------------ | --------- | --------- |
| 1978 | The Lost Boys                  |           |           |
| 1994 | Good Ideas of the 20th Century |           |           |

## Prijzen en nominaties
De belangrijkste:
| Jaar | Prijs                                   | Categorie                          | Werk                             | Uitslag     |
| ---- | --------------------------------------- | ---------------------------------- | -------------------------------- | ----------- |
| 1981 | British Academy Film Awards             | Beste korte film                   | Sredni Vashtar                   | Genomineerd |
| 1983 | Academy Awards (Oscars)                 | Beste korte film                   | Sredni Vashtar                   | Genomineerd |
| 1987 | Edgar Allan Poe Awards                  | Beste film                         | The Name of the Rose             | Genomineerd |
| 1988 | Filmfestival van Venetië                | Gouden Leeuw                       | Burning Secret                   | Genomineerd |
| 1988 | Brussels Film Festival                  | Beste film (jeugdjuryprijs)        | Burning Secret                   | Gewonnen    |
| 1988 | Internationaal filmfestival van Chicago | Gouden Hugo                        | Burning Secret                   | Genomineerd |
| 1993 | Internationaal filmfestival van Berlijn | Gouden Beer                        | The Cement Garden                | Genomineerd |
| 1993 | Internationaal filmfestival van Berlijn | Zilveren Beer voor beste regisseur | The Cement Garden                | Gewonnen    |
| 2007 | Saturn Awards                           | Beste scenarioschrijver            | Perfume: The Story of a Murderer | Genomineerd |